# 三和電子機器
三和電子機器株式会社（さんわでんしきき：Sanwa electronic instrument）は、大阪府東大阪市に本社を持つ電子機器メーカー。主な商品はホビーラジコン用制御装置（プロポ）、リモコン装置。
プロポのメーカーとしては世界的に大手。特にラジコンカー用では大きなシェアを持つ。かつてはプロポのみならず、自社ブランドの完成品ラジコンカー「チャンピオンシリーズ」も発売していた。

## 沿革
- 1959年（昭和34年）8月 - 三精電機工業株式会社並びに株式会社生駒無線研究所として設立
- 1961年（昭和36年）11月 - 超音波式リモートコントロール装置の開発に成功、生産開始
- 1974年（昭和49年）1月 - ラジコンプロポの生産開始
- 1976年（昭和51年）9月 - 三和電子機器株式会社として独立
- 1982年（昭和57年）10月 - 米国の販売子会社AIRTRONICS, INC.を設立
- 1985年（昭和60年）8月 - 米国GE社とプログラマブルリモートコントローラ(学習リモコン)の共同開発に成功
- 1995年（平成7年）8月 - 香港に三和電子機器(香港)有限公司(Sanwa Electro Device Co.,Ltd)を設立、同年10月 中国広東省東莞市に東莞東坑三和電子機器廠(SED)を開設
- 2005年（平成17年）3月 - ホイラータイプ送信機“M11”発表
- 2005年（平成17年）7月 - ベトナム ハイフォン市に遠隔制御機器量産工場としてAdvanced Technology Haiphong Inc.(ATH)を開設
- 2010年（平成22年）8月 - 中国独立資本企業 東莞泉源電子有限公司を100％出資にて設立